# Dacus bivittatus
Dacus bivittatus är en tvåvingeart som först beskrevs av Jacques-Marie-Frangile Bigot 1858.  Dacus bivittatus ingår i släktet Dacus och familjen borrflugor. Inga underarter finns listade i Catalogue of Life.